# Charles Stillman Sperry
Pour les articles homonymes, voir Sperry.
Charles Stillman Sperry (né le 3 septembre 1847 et mort le 1er février 1911) était un officier de la Marine américaine.

## Biographie
Né à Brooklyn, Sperry est diplômé de l'Académie navale en 1866. En novembre 1898, il est nommé commandant de l'USS Yorktown (en), avant d'être affecté au Southern Squadron de l'Asiatic Station. Il est ensuite nommé président du Naval War College, et est à la tête de la Grande flotte blanche lors de son tour du monde de 1907 à 1908. 
Il part à la retraite le 3 septembre 1909 et meurt le 1er février 1911 à Washington.
Le destroyer USS Charles S. Sperry (en) est nommé en son honneur.